# Shingon Risshu
Le Shingon-risshū (真言律宗, « L'école Shingon-Vinaya ») ou l’école Shingon-Ritsu est une secte médiévale du bouddhisme japonais relativement petite apparue à l'époque de Kamakura comme émanation de la secte mère Shingon. Le fondateur en est un disciple de Jōkei, un moine appelé Eison (叡尊 1201-1290) dont l’œuvre est poursuivie par son disciple Ninshō (忍性 1217-1303) aussi appelé Ryōkan.
Cette école combine les enseignements ésotériques du Shingon avec les codes monastiques du Vinaya. Elle se distingue en effet par l'importance plus grande — par rapport au bouddhisme Shingon traditionnel — accordée aux codes monastiques du Vinaya (y compris les préceptes complets et les règles pour les moines observés par les sectes bouddhistes traditionnelles), tout en respectant les pratiques tantriques. Son temple de résidence est le Saidai-ji à Nara.